# Malcov
Malcov (bis 1927 slowakisch „Maľcov“; ungarisch Malcó) ist eine Gemeinde im Osten der Slowakei, mit 1608 Einwohnern (Stand 31. Dezember 2024). Sie gehört zum Okres Bardejov, einem Kreis des Prešovský kraj.

## Geographie

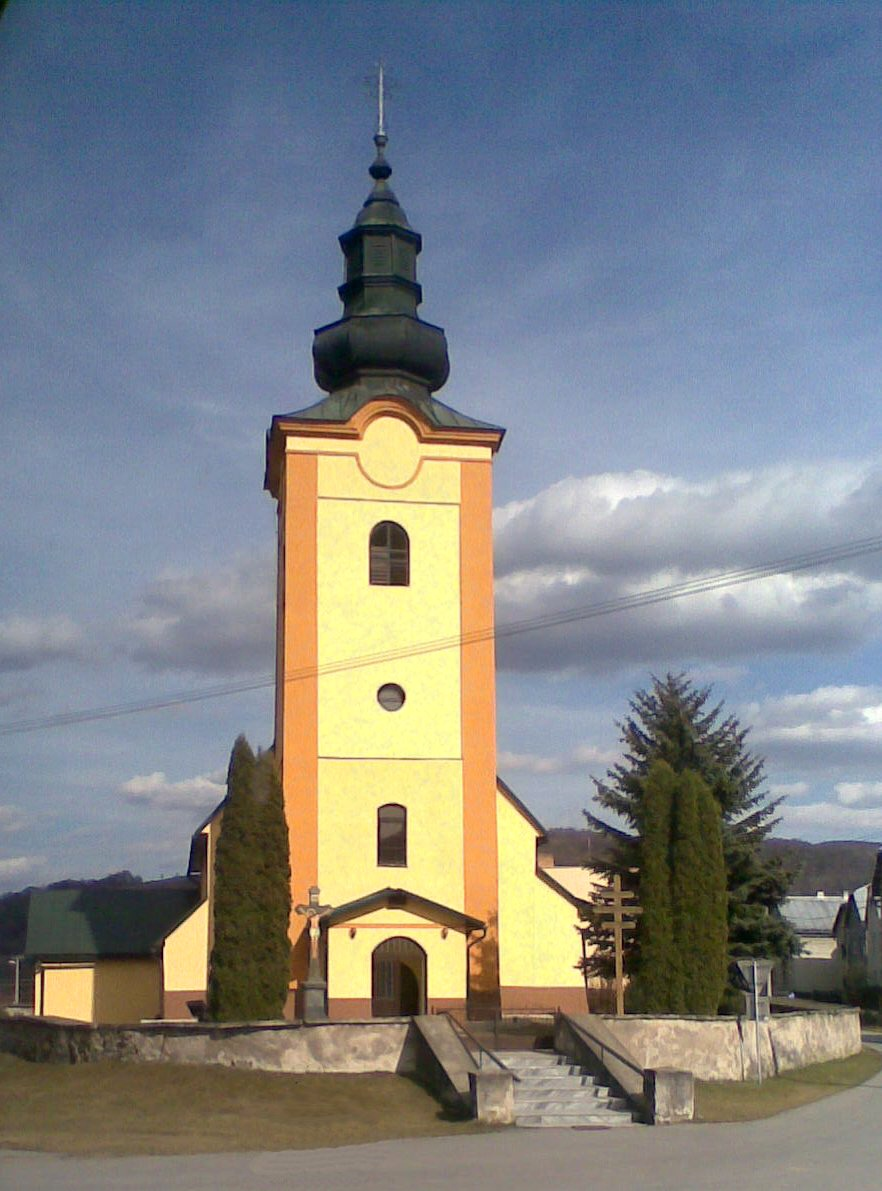
Griechisch-katholische Kirche

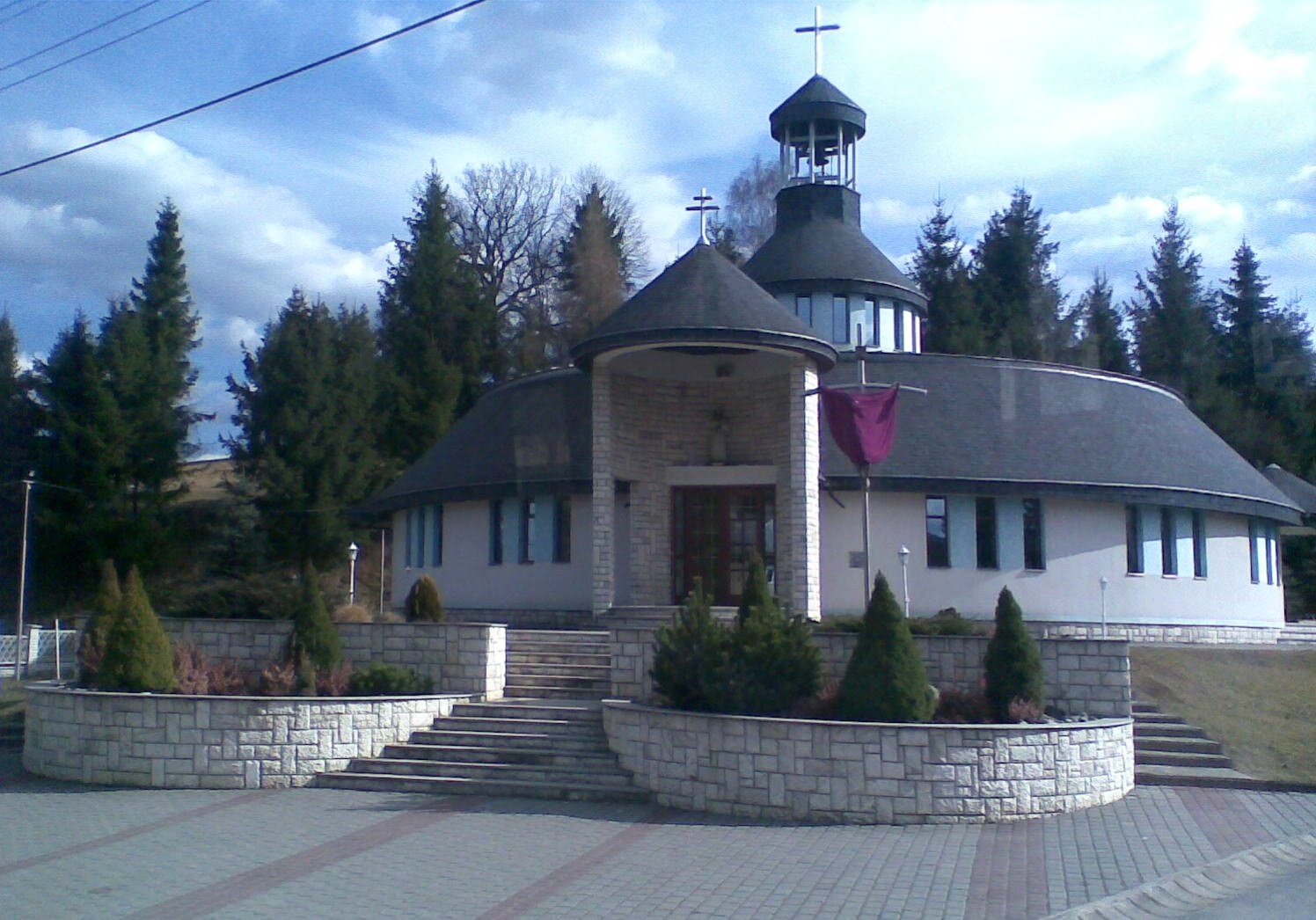
Römisch-katholische Kirche

Die Gemeinde liegt bei nördlichen Ausläufer des Gebirges Čergov unweit der polnischen Grenze in den Niederen Beskiden. Durch den Ort fließen Bäche Večný potok und Veľký Rybný potok, die am unteren Ende in die Topľa münden. Das auf einer Höhe von 409 m n.m. liegende Ortszentrum ist 19 Kilometer westlich von Bardejov sowie 37 Kilometer östlich von Stará Ľubovňa gelegen.

## Geschichte
Der Ort wurde zum ersten Mal 1338 als Malczow schriftlich erwähnt, existierte aber wahrscheinlich schon im 13. Jahrhundert. Das Dorf gehörte im Laufe der Jahrhunderte zu verschiedenen Grundbesitzern. 1427 war Malcov eines der größten Dörfer der Gegend, mit 51 Porta. 1828 sind 136 Häuser und 1018 Einwohner verzeichnet.

## Bevölkerung
| Jahr                | 1994 | 2004    | 2014    | 2024    |
| ------------------- | ---- | ------- | ------- | ------- |
| Anzahl der Personen | 1385 | 1447    | 1572    | 1608    |
| Unterschied         |      | +4,47 % | +8,63 % | +2,29 % |

| Jahr                | 2023 | 2024    |
| ------------------- | ---- | ------- |
| Anzahl der Personen | 1601 | 1608    |
| Unterschied         |      | +0,43 % |

Ergebnisse der Volkszählung 2001 (1420 Einwohner):
| Nach Ethnie: - 98,17 % Slowaken - 0,28 % Russinen - 0,21 % Ukrainer - 0,14 % Zigeuner | Nach Religion: - 69,93 % griechisch-katholisch - 26,20 % römisch-katholisch - 1,48 % keine Angabe - 1,41 % konfessionslos |

## Bauwerke
- griechisch-katholische Kirche von 1338, im 19. Jahrhundert umgebaut
- römisch-katholische Kirche Sieben Schmerzen Mariä von 2002